# Слађа Делибашић
Слађана Делибашић (Косовска Митровица, 7. новембар 1968) српска је певачица и плесачица. Бивша је чланица дуа Ђогани фантастико.

## Биографија
Слађана Делибашић је рођена 7. новембра 1968. године у Косовској Митровици. Мајка јој је умрла када је имала девет година, те је живела оцем спортистом Југом и братом фудбалером Игором. Због смрти мајке, Слађана је преузела њену улогу у кући. Са 15 година се преселила са братом и оцем у Београд. Као млађа је почела да гаји љубав према плесу, те је ишла на часове. Ишла је на часове плеса на школском игралишту, док касније уписује плесну школу.
Након годину дана проведених у плесној школи, Слађана упознаје Ђолета Ђоганија, након чега се убрзо заједно селе у Италију. Након годину дана проведених тамо, Слађана и Ђоле се враћају у Београд, док је Слађана у то време била трудна. Након повратка у Београд, отварају плесну школу, која је била једна од најпосећенијих плесних школа током 90-их у Социјалистичкој Републици Србији.

## Каријера

### 1992—2000: Почетак каријере
У периоду између 1992. до 2000. године, била је део денс дуа Ђогани. Сматрани су као једни од најпознатијих денс извођача у српској музичкој индустрији. Током 2001. године, Делибашићева се развела од свог супруга Ђолета Ђоганија, са којим је била у браку 15 година, оставивши дуо и покренувши соло каријеру. Неколико месеци касније, Слађанино место је заузела Весна Тривић која је касније постала Ђолетова друга супруга.

### 2001—2006: Соло каријера
Делибашићева је 2001. године објавила свој први соло албум Шесто чуло, који представља њен успешни повратак. Песме „Нећу да слушам лажи”, „Жене”, „Дај” и „Моћница” одмах су постали хитови.
Године 2002, објавила је свој други албум Заувек - Краљица ритма. Албум је доживео већи успех од претходног. Песме са албума „Сваке ноћи”, „Изађи”, „Пусти ме” и „На одређено” су постали хитови. Песма „Краљица ритма” постала је један од најпознатијих синглова у српској денс индустрији.
Године 2004, објављује албум Некад и сад. Касније је најављено да је албум доживео неуспех у сваком смислу. Само једна песма, под именом „Дупла доза”, постала је могући хит. Неуспех албума је проузрокован због „медијског рата” ње и Ђолета и лоше промоције албума.

### 2006—2008: Хитови
Најављено је да се Слађа касне 2006. године вратила у студио како би припремила свој нови албум. Касније је најављено да је име албума Баш то... који је објављен наредне године.

### 2009—данас: Албуми и пауза
Дана 31. децембра 2009. године, најављено је да би се Слађин нови албум звао 5, који симболично означава пету деценију њеног живота, пети соло албум и такође најбољу оцену у школи. Касније је најављено да је у емотивној вези са глумцем Игором Матићем, са којим се 2010. године појавила у ријалити-шоуу Парови, где су освојили друго место.
Године 2011, Слађа објављује свој шести соло албум под именом Уникат. Убрзо након изласка албума, Слађа је постепено престала медијски да се експонира.

## Приватни живот
Делибашићева је од 1986. до 2001. године била удата са Ђолета Ђоганија, са којим има две ћерке, Силвиу и Маринелу.

## Дискографија
| Година | Назив                  | Издавач |
| ------ | ---------------------- | ------- |
| 2001.  | Шесто чуло             |         |
| 2002.  | Заувек - Краљица ритма |         |
| 2004.  |                        |         |
| 2007.  | Баш то...              |         |
| 2010.  | 5                      |         |
| 2011.  | Уникат                 |         |